# Tipula (Vestiplex) aldrichiana
Tipula (Vestiplex) aldrichiana is een tweevleugelige uit de familie langpootmuggen (Tipulidae). De soort komt voor in het Nearctisch gebied.